# Carl Hahn
Carl Horst Hahn (Chemnitz, 1 de julio de 1926-Wolfsburgo, 14 de enero de 2023) fue un empresario, economista y profesor universitario alemán que fungió como Grupo Volkswagen de 1982 a 1993. Se desempeñó como presidente del consejo de administración de la empresa matriz, Volkswagen AG (anteriormente Volkswagenwerk AG). Durante su mandato, la producción de automóviles del grupo aumentó de dos millones de unidades en 1982 a 3,5 millones una década después.

## Biografía

### Primeros años y educación
Hahn nació en Chemnitz y creció cerca de la ciudad. Su padre había sido gerente sénior de la compañía alemana de automóviles y motocicletas DKW y fue cofundador de Auto Union en 1932, que luego se convirtió en la marca de automóviles Audi. Hahn estudió administración de empresas en la Universidad de Colonia y la Universidad de Zúrich, economía y política en el Reino Unido y Francia. En 1952, Hahn recibió su doctorado en Economía en la Universidad de Berna en Suiza. Se fue a Perugia por un año para estudiar historia del arte, con la intención de ser voluntario en Fiat.

### Carrera temprana
Antes de unirse a Volkswagen, trabajó como economista de la OCDE en París en la Agencia Europea de Productividad. En 1954, Hahn se unió a VW como asistente del presidente Heinrich Nordhoff y en 1955 se convirtió en jefe de promoción de ventas en el departamento de exportación de VW.

### Presidente de Volkswagen AG, 1982–1993
En 1973, Hahn dejó VW y regresó a Hannover, Alemania, para dirigir la empresa alemana de neumáticos Continental AG. 
En 1982, con la imagen de Starverkäufer (vendedor estrella), regresa a VW para convertirse en presidente de la compañía. Bajo su liderazgo, Volkswagen firmó un acuerdo de cooperación con la marca de automóviles española SEAT en 1982, compró una participación mayoritaria en 1986 y en 1990 era propietaria de toda la empresa.
En 1985, Hahn pudo aumentar las ganancias de VW en un 140 por ciento a $ 225 millones con base en ventas de más de $21 mil millones, y se le atribuyó el haber empujado a VW más allá de la estrategia de un solo automóvil que quedó de la era de los escarabajos enfriados por aire y el éxito temprano del Volkswagen Golf Mk1 en la década de 1970. 
La edición de segunda generación, presentada en Europa en 1983 y en América del Norte en 1984, fue uno de los autos más vendidos de la década de 1980 en todo el mundo. Dos de cada tres vehículos Volkswagen vendidos en 1985 eran Golfs,  y ese año se produjeron 97.128 Golfs de segunda generación en la planta de ensamblaje de Volkswagen Westmoreland en Pensilvania.
A pesar del éxito anterior de Hahn al liderar Volkswagen of America, las ventas de VW en los Estados Unidos cayeron durante su mandato como presidente de VW, de 171.281 unidades en 1982 a 75.873 en 1992, en gran parte debido a la intensa competencia de los fabricantes de automóviles estadounidenses y japoneses. Poco después de que Hahn se convirtiera en presidente de VW, probó un Volkswagen Rabbit estadounidense construido en la planta de Westmoreland, que se había inaugurado en 1978, y quedó profundamente decepcionado de cómo se había cambiado el Rabbit. El automóvil había sido rediseñado para conducir como un sedán familiar estadounidense, con suspensión y amortiguadores más suaves. "Cuando conducía el American Rabbit, se sentía como un Chevrolet", se quejó. "Si quieres un Chevrolet, debes ir a General Motors".  Hahn despidió al presidente de Volkswagen of America, James McLernon, un ex ingeniero de Chevrolet que había sido contratado por VW para poner en marcha la planta de Westmoreland. Hahn incorporó una nueva gerencia y mantuvo abierta la fábrica de Westmoreland para producir el Golf de segunda generación como cobertura contra la fluctuación de la moneda entre el marco alemán (DM) y el dólar estadounidense, pero la producción ineficiente y las ventas débiles en América del Norte hicieron que VW cerrara la planta en 1988. 
En 1984, Hahn inició su participación en el mercado chino, antes que los competidores europeos.
Después de la caída del Telón de Acero en 1991, Volkswagen entró en una empresa conjunta con la empresa checa Škoda Auto. Las adquisiciones de Hahn convirtieron a Volkswagen en una fuerza global y afirmaron su lugar como el fabricante de automóviles más grande de Europa.
Hahn no pudo mantener bajo control los costos de fabricación y desarrollo a principios de la década de 1990.  Fue reemplazado como CEO de Volkswagen por Ferdinand Piëch en 1993.  Hahn fue miembro del consejo asesor de VW hasta 1997. Ayudó a limpiar las prácticas comerciales de VW, lidiando con un caso de fraude cambiario, pero su costo de $ 300 millones para Volkswagen se llevó las mismas ganancias que Hahn había ayudado a obtener a la compañía. 

### Vida personal

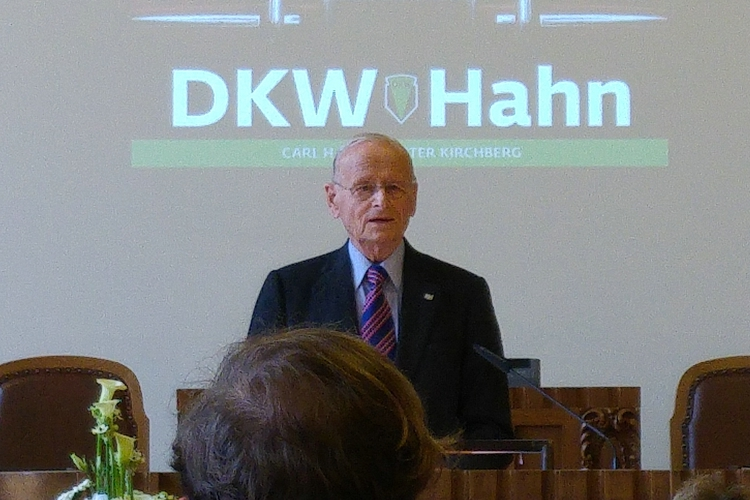
Hahn en una conferencia en 2016.

Mientras estaba los Estados Unidos, Hahn se casó con Marisa Lea Traina; sus cuatro hijos nacieron todos allí. Su esposa murió en 2013.
Hahn murió el 14 de enero de 2023, a los 96 años.

## Legado
El expresidente de Volkswagen of America, Bill Young, en una entrevista con el periodista David Kiley, explicó el historial de Hahn como presidente de VW: "El Dr. Hahn tenía mucho en su plato en la década de 1980, y [VW] era una organización a la que no se adaptaba para dar la vuelta como lo hizo Piech". El periodista automotriz David E. Davis ofreció una crítica mixta: "Hahn es un hombre excelente e hizo muchas cosas buenas para Volkswagen, pero obviamente perdió interés en el mercado estadounidense cuando regresó en la década de 1980 basado en la falta de atención que recibió la división estadounidense".

## Otras lecturas
- Hiott, Andrea, Pensando en pequeño: El largo y extraño viaje del Volkswagen Beetle, 2013.
- Keller, Marryann, Colisión: GM, Toyota, Volkswagen y la batalla por poseer el siglo XXI, 1993.

- Datos: Q97087
- Multimedia: Carl Hahn Jr. / Q97087